# 전주에서 길을 묻다
《전주에서 길을 묻다》는 2021년에 개봉한  대한민국의 영화이다.

## 캐스팅
- 강양은 : 강양은 역
- 조성희 : 조성희 역
- 최수경 : 최수경 역
- 윤정원 : 윤정원 역
- 배규리 : 배규리 역
- 김진양 : 김진양 역

## 제작진
- 프로듀서: 김용순
- 촬영부: 한용구
- 촬영부: 허지민
- 촬영부: 김주환
- 조감독: 진제니
- 동시녹음: 김지은
- 사운드디자인: 성재현
- 사운드슈퍼바이저: 윤장호
- 사운드슈퍼바이저: 이원덕
- 작곡: 권승연
- 미술: 최병근
- 편집보: 이예람
- 편집보: 오승희
- 버스킹대본: 김세한
- 항공촬영: 이대진
- 제작슈퍼바이저: 한우정
- 슈퍼바이저: 김종완
- 편집 디자인: 정승원
- 편집 디자인: 송예진
- 배급총괄: 고주환
- 배급책임: 이진주
- 국내배급: 이명선
- 해외배급: 정인호